# 王湘聖
王湘聖（英語：Sean Wang），臺裔美籍電影導演。

## 生平
王湘聖出生於美國加利福尼亞州佛利蒙。他在南加州大學攻讀電影專業，曾在 Google Creative Lab 工作。他參與過多個聖丹斯學院項目，包括導演和編劇實驗室。
他的首部長片導演作品《弟弟》於2024年的聖丹斯電影節首映，並獲得了美國戲劇類觀眾獎。他的紀錄短片《奶奶跟外婆》則於2023年的西南偏南影展首映，並同時獲得大陪審團獎和觀眾獎。該片隨後獲得第96屆奧斯卡金像獎最佳紀錄短片提名。

## 電影作品
- 2020年，編導（Still Here）
- 2021年，編導（H.A.G.S）[8]
- 2021年，編導（Sunday）
- 2022年，編導（Dumbfoundead: Secret Menu）
- 2023年，編導《奶奶跟外婆》（Nǎi Nai & Wài Pó）
- 2024年，編導《弟弟》（Dìdi ）

## 外部連結
- 官方網站 （页面存档备份，存于）
- 王湘聖在互联网电影资料库（IMDb）上的資料（英文）